# Kusarigama
Kusarigama (鎖鎌) é uma arma tradicional japonesa que consiste de uma kama (o equivalente japonês a uma foice) com uma longa corrente presa ao cabo e um peso de metal na outra extremidade da corrente (normalmente um kusari-fundo). Embora o kusarigama seja derivado de uma foice de agricultor, e embora a foice fosse frequentemente usada como arma pelos agricultores durante a era feudal do Japão, é importante notar que esses agricultores não usavam a kusarigama. O seu objetivo como uma arma era muito evidente, tão diferente de uma foice, não poderia ser levada abertamente. A arte de manusear a Kusarigama é chamada kusarigamajutsu.

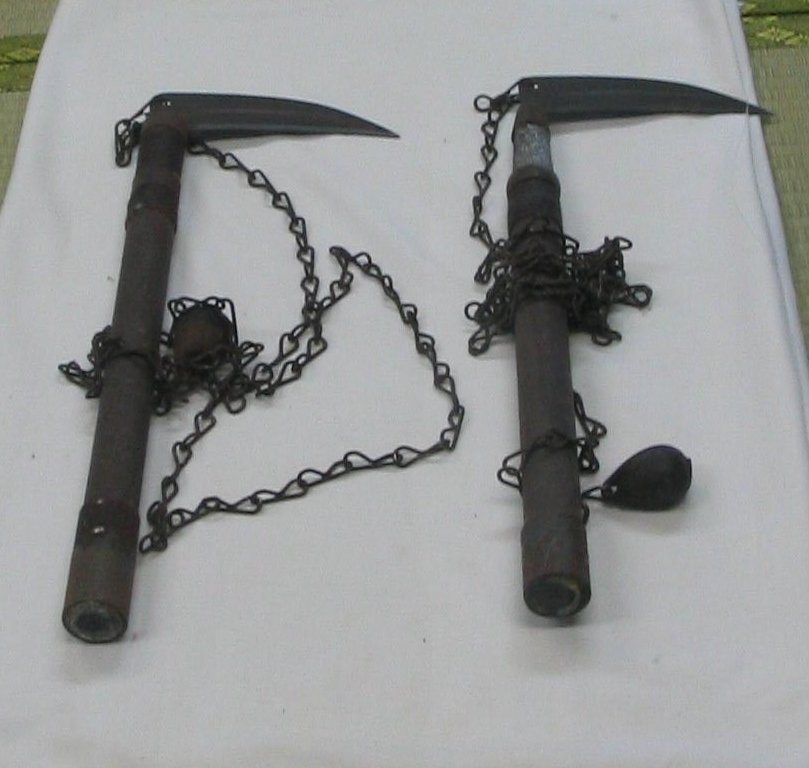
Kusarigama

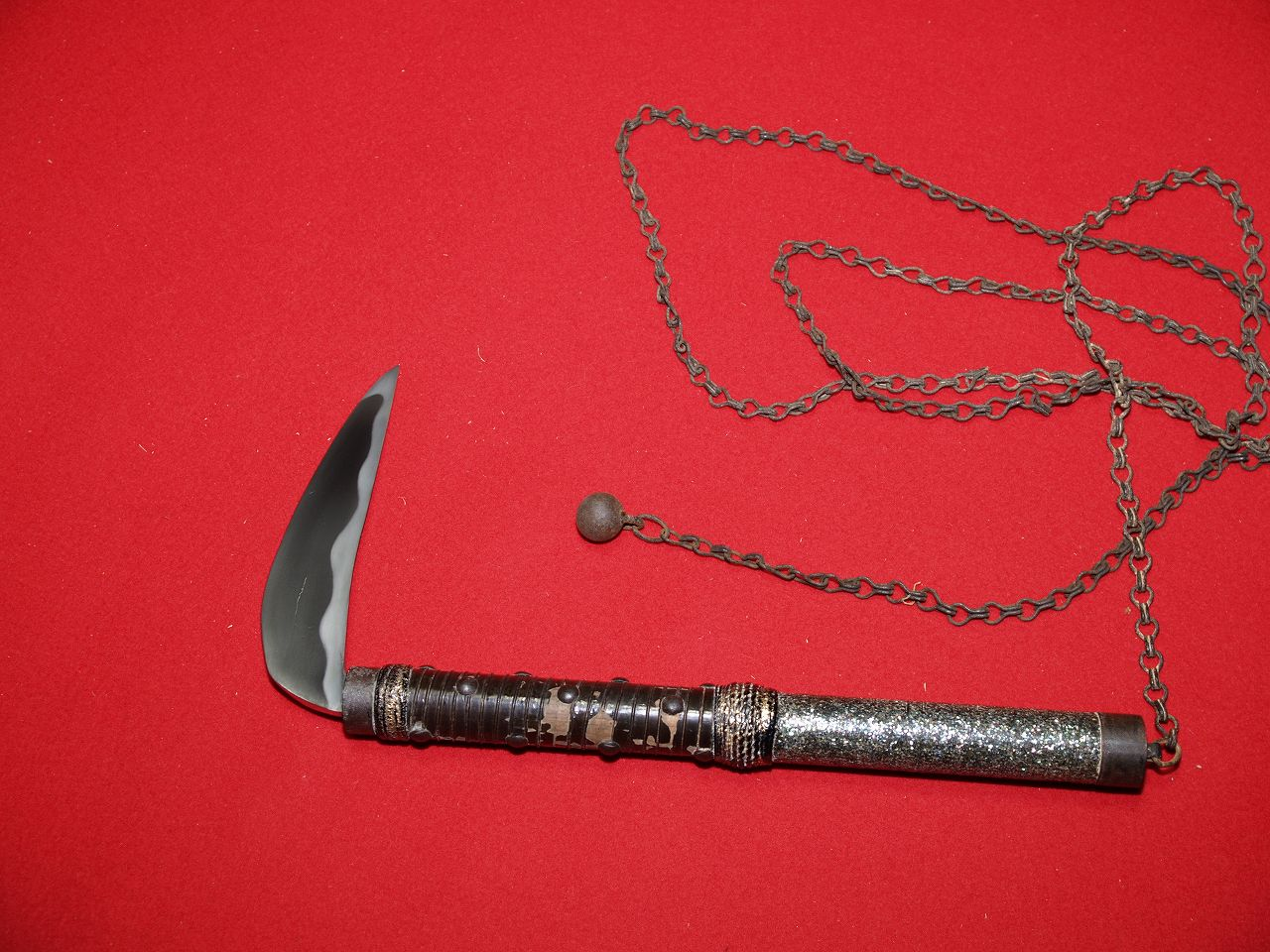
Kusarigama (decorativo)

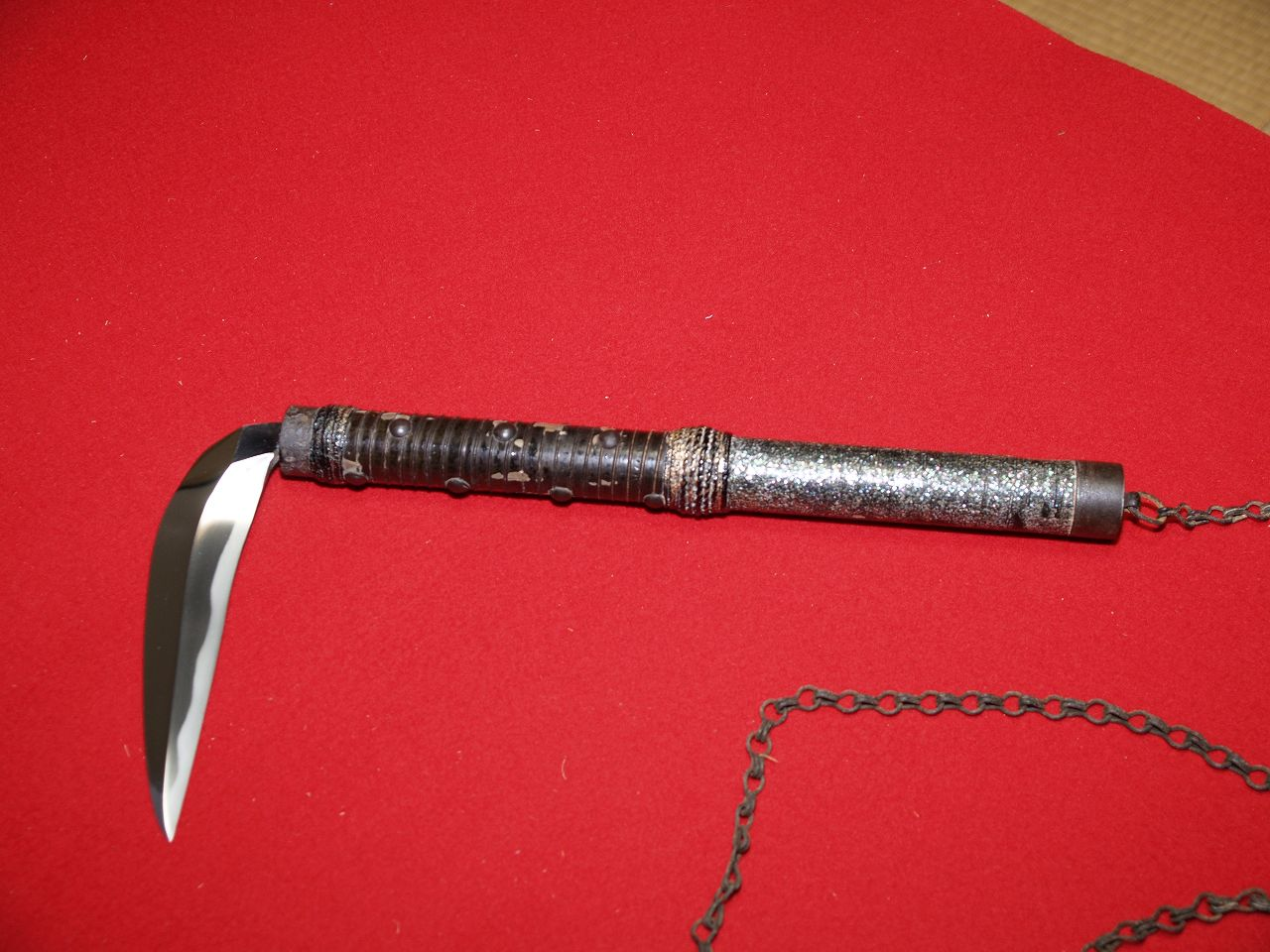
Kusarigama (decorativo)

O kanji de kusarigama significa: kusari (鎖) = "corrente" e kama (鎌) = "foice".

## Método de uso
Atacar com a arma normalmente implica balançar a corrente com o peso fazendo um grande círculo sobre a cabeça, e então chicotear para frente ao enlaçar a lança, espada, ou outra arma, ou até mesmo imobilizar os braços ou pernas do adversário. Isso permite ao usuário do kusarigama avançar facilmente e atacar com a foice.
Um usuário de kusarigama  também pode atacar com o peso de ferro diretamente, causando ferimentos graves ou mortais ao seu adversário, enquanto ainda estiver fora do alcance da espada ou lança do adversário. 
Kusarigama também foi empregada como uma arma anti-cerco, com a corrente permitindo que a arma seja recuperada depois de ser atirada contra a força atacante. 
Muitos contos fictícios de kusarigama mostram combatentes balançando a foice com a corrente, em vez do peso de ferro. Apesar de divertido, esta não é, normalmente, a utilização adequada da arma, arremesando com a foice é provável que não cause grande prejuízo ao alvo. Uma das poucas exceções a este é o Houten Ryu disciplina do kusarigama.

## Relatos históricos de kusarigama
De acordo com alguns relatos, o Kusarigama é uma arma que é bem adequada contra espadas e lanças. Registros mostram que o kusarigama foi extremamente popular no Japão feudal, com muitas escolas de ensino, a partir do século XII ao século XVII. O uso do kusarigama é ensinada em Kohga Ha Kurokawa-Ryu. 
Um notável exemplo do uso da arma é a história do grande professor de kusarigama Yamada Shinryukan do século XVII. Shinryukan era conhecido por ter assassinado muitos espadachins com sua arma, até que foi atraído para um arvoredo de bambu por Araki Mataemon. Lá, por causa do terreno, Shinryukan não foi capaz de balançar a corrente e fugir da espada de Mataemon, e assim, foi morto. 
Talvez um dos mais famosos históricos usuários do kusarigama é Shishido Baiken. Um espadachim de grande habilidade, ele foi proficiente com o kusarigama, mas foi morto pelo lendário samurai Miyamoto Musashi quando ele atirou uma faca para fora do alcance da corrente acertando Shishido e, em seguida, indo para o abate com um golpe de sua espada.